# Jürgen Ligi

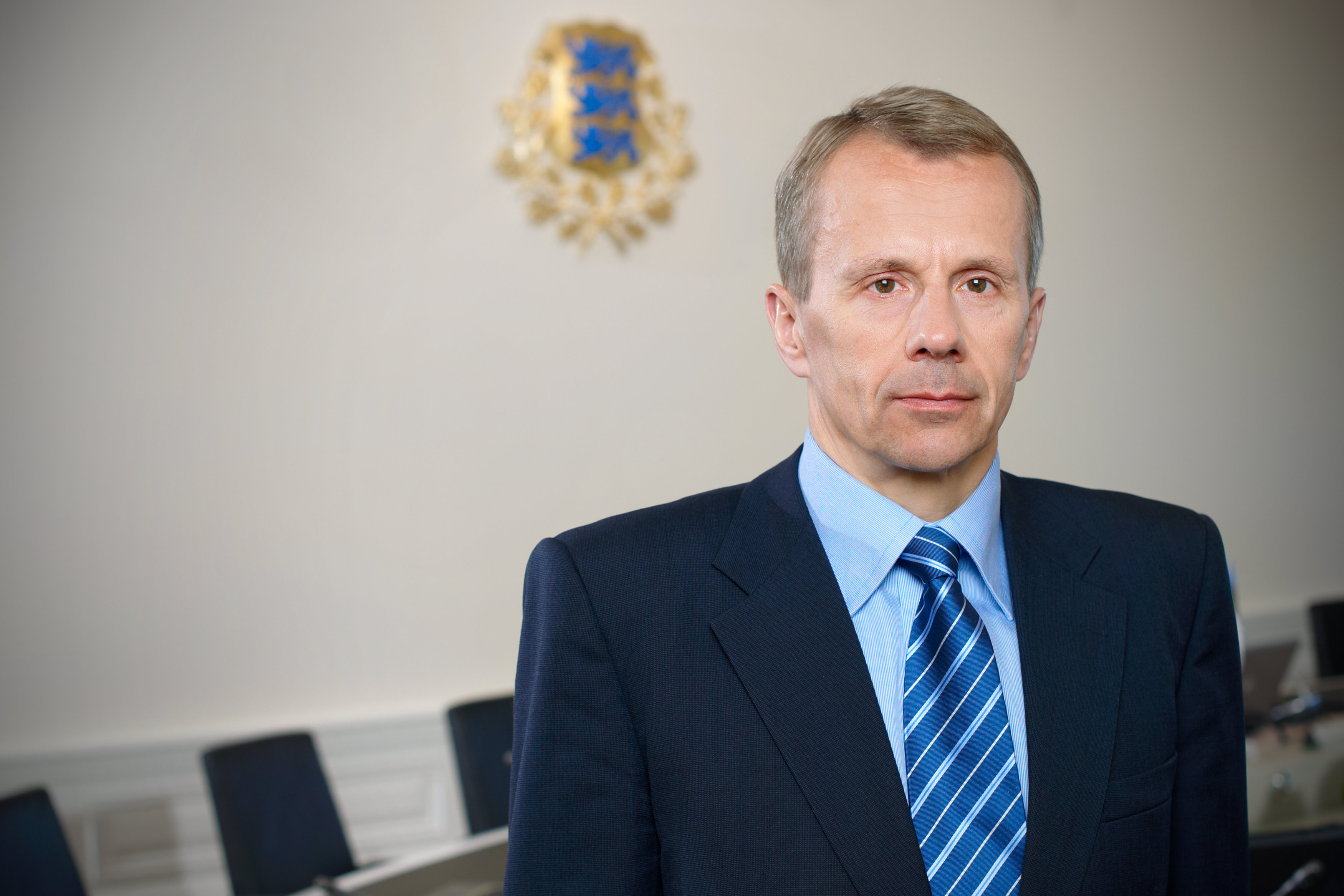
Jürgen Ligi en 2011.

Jürgen Ligi (Tartu, Estonia, 16 de julio de 1959), político estonio.

## Biografía
En 1977 ingresa en la Universidad de Tartu, donde estudia geografía, graduándose en 1982. Desde entonces hasta 1989 trabajó como economista en un instituto de planificación económica. En 1989 retorna a la Universidad de Tartu, donde estudia economía internacional; paralelamente trabaja en la Cámara de Comercio e Industria, en la comuna de Kaarma (isla de Saaremaa) y en la actividad bancaria, antes de integrarse de lleno a la actividad política.
Miembro desde 1994 del Partido Reformista Estonio, de tendencia liberal, ha integrado el Riigikogu en varias ocasiones (1995-2005 y después 2007-2009); en ese ámbito integró el Comité Parlamentario de Control Presupuestario. 
Entre 2005 y 2007 fue ministro de Defensa. El 3 de junio de 2009 se integró al gobierno de Andrus Ansip como ministro de Finanzas. 
En junio de 2012 se está considerando su candidatura para reemplazar a Jean-Claude Juncker al frente del Eurogrupo.